# Saurauia angustifolia
Saurauia angustifolia är en tvåhjärtbladig växtart som beskrevs av Porphir Kiril Nicolai Stepanowitsch Turczaninow. Saurauia angustifolia ingår i släktet Saurauia och familjen Actinidiaceae. Inga underarter finns listade i Catalogue of Life.